# Кидо (Јон)
Кидо (фр. Cudot) насеље је и општина у источном делу централне Француске у региону Бургоња, у департману Јон која припада префектури Санс.
По подацима из 2011. године у општини је живело 349 становника, а густина насељености је износила 18,26 становника/km². Општина се простире на површини од 19,11 km². Налази се на средњој надморској висини од 169 метара (максималној 202 m, а минималној 141 m).

## Демографија
| 1962. | 1968. | 1975. | 1982. | 1990. | 1999. | 2011. |
| ----- | ----- | ----- | ----- | ----- | ----- | ----- |
| 250   | 325   | 296   | 246   | 237   | 273   | 349   |

График промене броја становника у току последњих година